# Église Saint-Vincent-de-Paul de Paris
Pour les articles homonymes, voir Église Saint-Vincent-de-Paul.
L'église Saint-Vincent-de-Paul à Paris, située sur la place Franz-Liszt dans le 10e arrondissement, est dédiée à saint Vincent de Paul. Elle domine le quartier construit au XIXe siècle sur l'emplacement de l'ancien enclos Saint-Lazare, où était située la maison saint Lazare, occupée par saint Vincent de Paul et la Congrégation de la Mission de 1632 à 1793, et où il a vécu et œuvré.
Elle est inscrite monument historique le 30 novembre 1944, puis classée le 29 août 2017.

## Construction de l'église

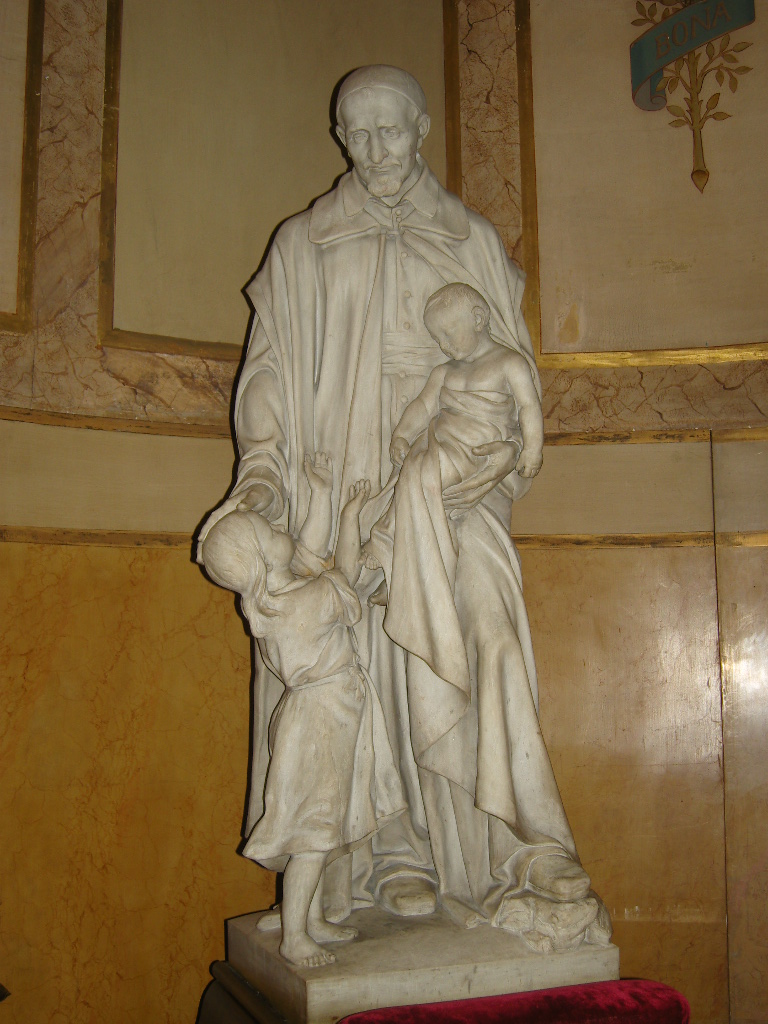
Statue de St Vincent de Paul.

La paroisse Saint-Vincent-de-Paul est créée par un décret de messidor de l'an XII (juillet 1804). Ce nom lui est donné car le territoire dévolu à cette paroisse s'étend sur une partie des dépendances de la Maison de Saint-Lazare, où saint Vincent de Paul mourut le 27 septembre 1660. Une chapelle, située au no 6 de la rue de Montholon, est alors construite contenant à peine 200 chaises. Elle est bâtie en bois et en plâtre et dénommée « Saint Vincent de Paul-Montholon ».
 
Cette chapelle prenait la suite de la chapelle Sainte-Anne au no 77 de la rue du Faubourg-Poissonnière détruite en 1790 qui desservait le quartier de la Nouvelle France sans avoir le rang d'église paroissiale sous l'Ancien Régime, ce quartier étant alors rattaché à la paroisse de Montmartre.
Le quartier du nouveau faubourg Poissonnière étant en expansion constante à la suite de l'aménagement à partir de 1821 d'un lotissement autour de l'actuelle place Franz-Liszt, il est décidé la construction d'une église, au sommet d'une butte située à proximité sur le terrain du clos Saint-Lazare, en remplacement de la chapelle de la rue Montholon devenue trop petite.

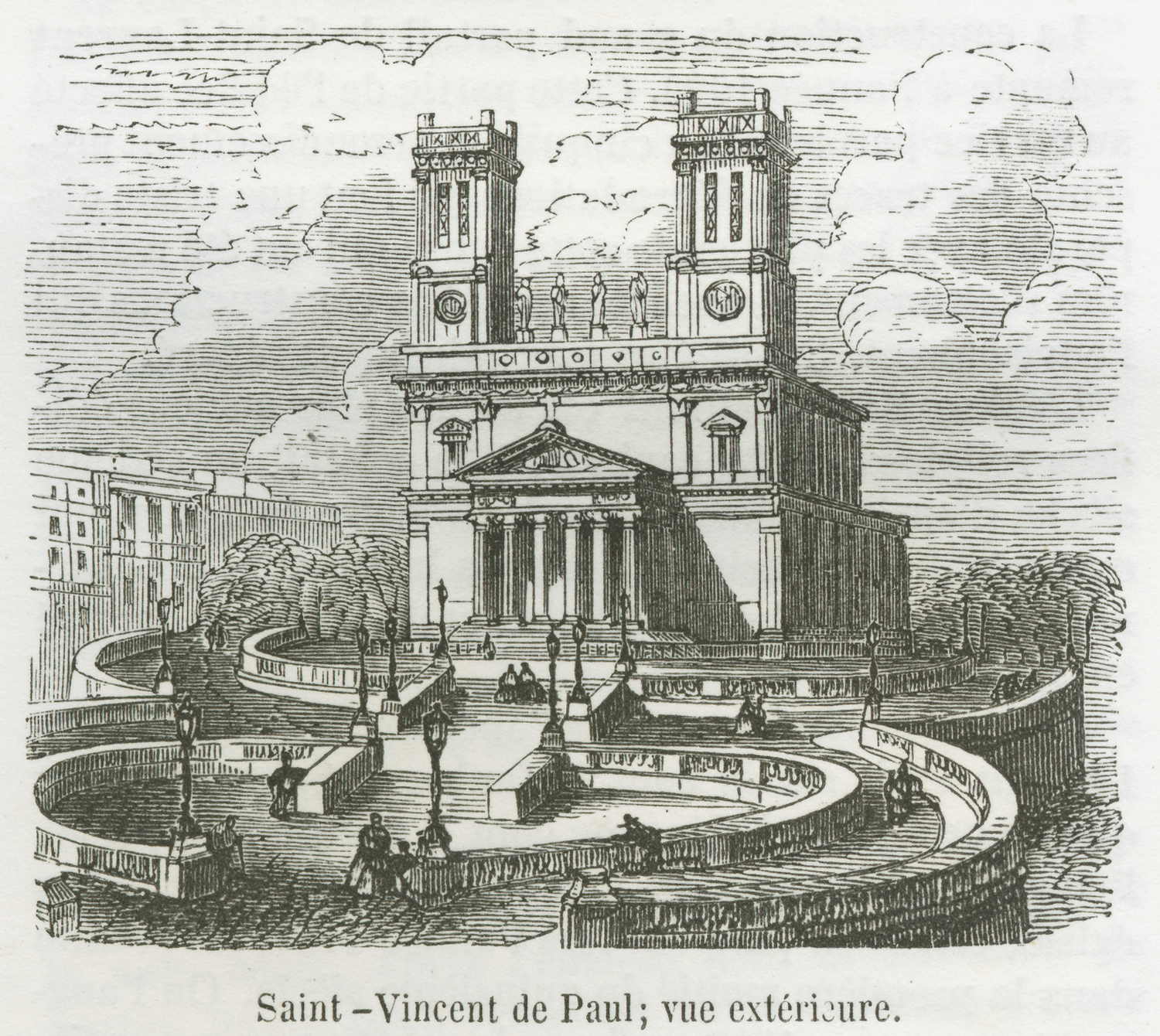
Gravure de l'église en 1855, Guide dans les monuments de Paris édité par Paulin et Le Chevalier.

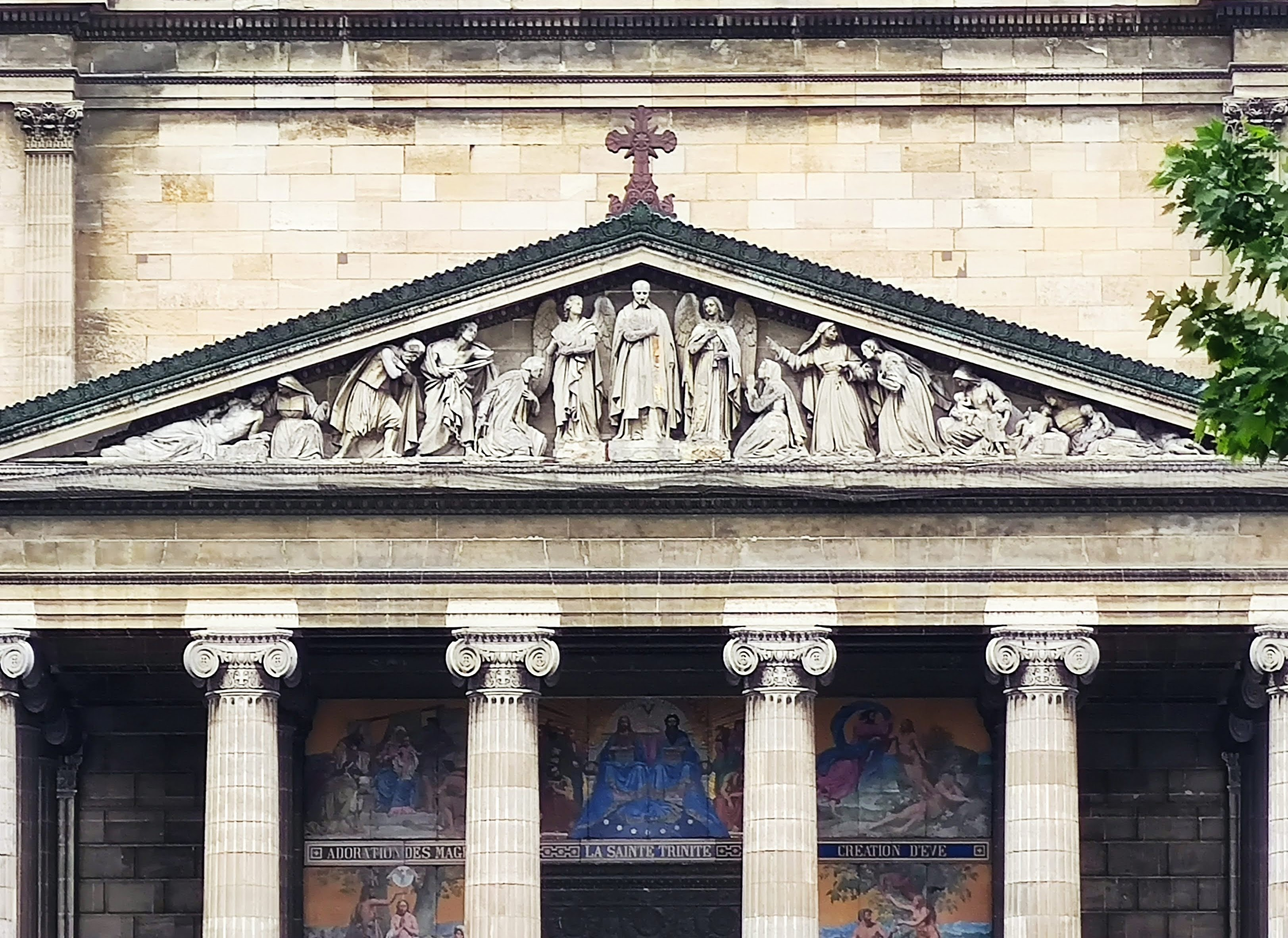
Fronton.

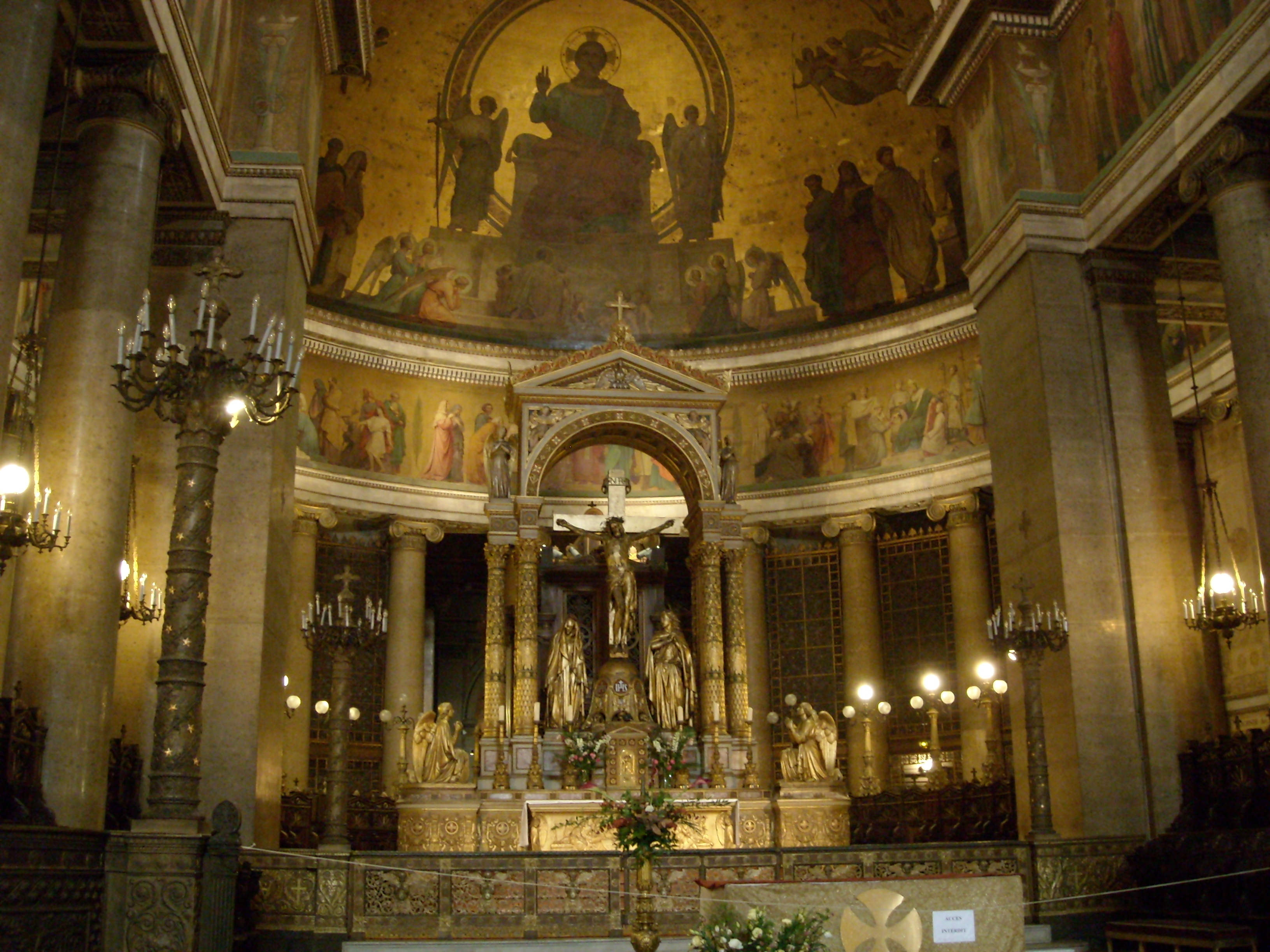
Calvaire du maître-autel de Rude.

Les plans de l'église et sa construction furent initialement confiés à Jean-Baptiste Lepère, architecte de renom de l'époque. La première pierre fut posée le 25 août 1824 en présence du préfet de la Seine Gaspard de Chabrol et de l'archevêque de Paris Mgr de Quélen. Les travaux furent menés avec une certaine lenteur puis ponctuellement abandonnés, un manque de crédit puis surtout la révolution de 1830 retardant le projet. C'est donc son gendre, Jacques Hittorff, qui la poursuivit en 1831 jusqu'en 1844 où elle fut ouverte au culte le 25 octobre. Il modifia énormément le projet initial (les premiers projets de l'église ne faisaient état que d'un seul clocher), ouvrant la place Franz-Liszt sur l'église. La place devenait ainsi une sorte de parvis pour celle-ci. Il ajouta un système de rampes, aménagé aujourd'hui en jardins, destiné à faciliter l'accès des calèches.
De plan basilical, elle évoque toutes les grandes réalisations de l'architecture religieuse sans en copier aucune. Au-dessus du portique, emprunté aux temples grecs, le fronton sculpté par Charles-François Lebœuf-Nanteuil a pour sujet L'Apothéose de saint Vincent-de-Paul - le saint est glorifié, entouré de figures symbolisant son action : un missionnaire, un galérien, des Filles de la Charité se dévouant à des enfants ou à des malades.
À l'intérieur, la frise peinte de 1848 à 1853 par Hippolyte Flandrin autour de la nef, entre les deux étages de colonnes, représente cent-soixante saints et saintes s'avançant vers le sanctuaire. Le plafond de la nef a été réalisé par le sculpteur Luglien François Badou. Le calvaire du maître-autel est de François Rude. La chapelle axiale, chapelle de la Vierge, fut agrandie en 1869 par Édouard-Auguste Villain (1829-1876). Son décor est principalement constitué de toiles marouflées de William Bouguereau (1885-1889) ; derrière l'autel, Vierge à l'Enfant, sculpture d'Albert-Ernest Carrier-Belleuse. L'église est également un manifeste de l'utilisation de la fonte ornementale voulue par Hittorff, réalisée par la fonderie Calla : grilles, fonts baptismaux, bénitier, porte monumentale sculptée par Jean-Baptiste Farochon, sur les instructions d'Hittorff.
Défenseur d'une architecture polychrome, Hittorff décida de faire couvrir une grande partie de la façade, derrière la colonnade, de plaques de lave émaillée peintes par Pierre-Jules Jollivet. Toutefois, la nudité de certains personnages provoqua un tel scandale qu'on dut les ôter dès 1861. Une plaque de lave a été remise en place en octobre 2009, et deux furent accrochées à l'intérieur de l'église. L'ensemble des sept plaques a finalement été restauré puis remis en place sur la façade et inauguré le 26 juin 2011, conformément à la composition originale conçue par Jacques Hittorff,.
Cette église a souffert de la Commune, ses clochetons reçurent sept obus et son perron, plus de vingt, tous tirés du Père-Lachaise.

## Les orgues
L'église possède deux orgues : le grand-orgue et l'orgue d'accompagnement.

### Le grand orgue

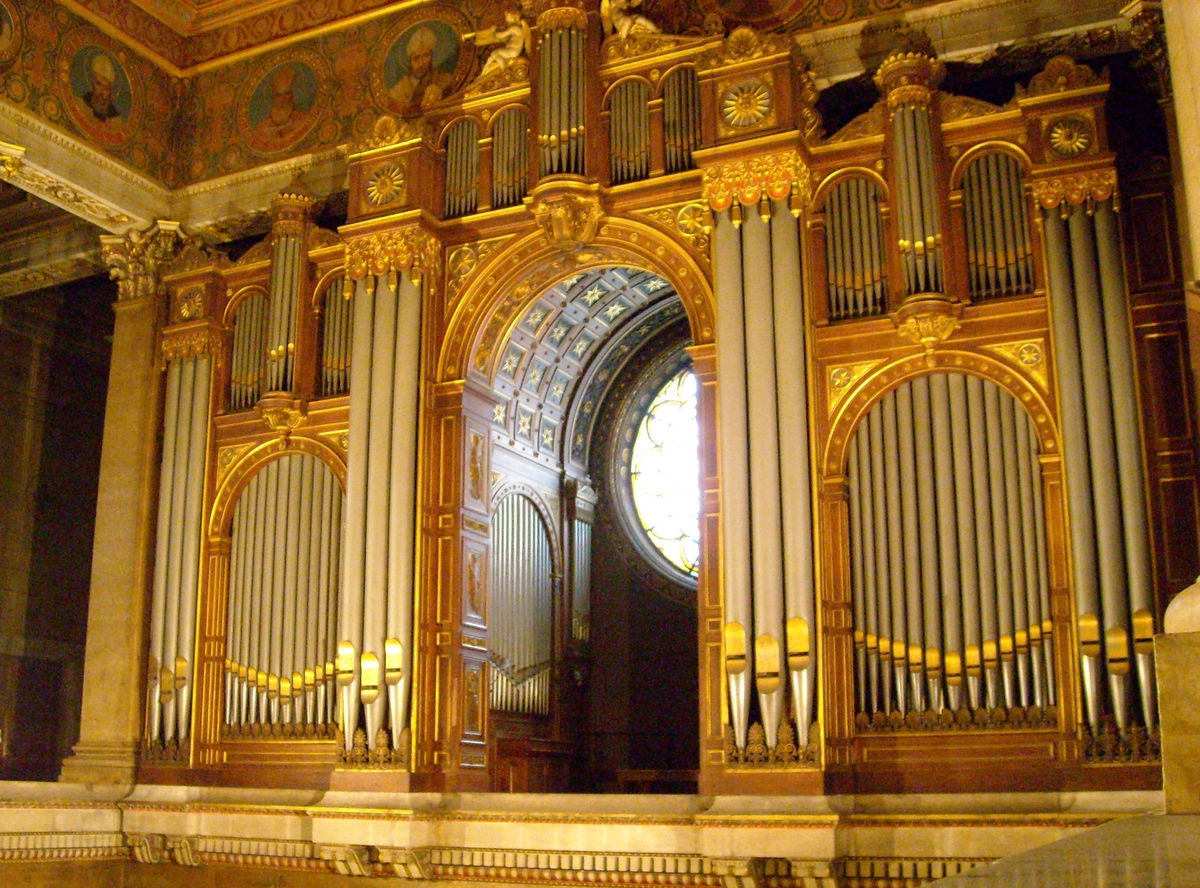
Le grand-orgue.

Il a été réalisé en 1852 par Aristide Cavaillé-Coll, l'un des plus célèbres facteurs d'orgue français de la période et dont le square situé devant l'église porte le nom.
À l'origine, l'orgue comportait 47 jeux répartis sur 3 claviers et 2 669 tuyaux.
Restauré et augmenté par la firme Danion-Gonzalez en 1970, l'orgue comporte actuellement :
- 4 claviers manuels et pédalier
- 66 jeux
- 4 949 tuyaux
- Traction électrique des claviers et des jeux

#### Les titulaires
Les titulaires en furent parfois connus ; parmi eux :
- Louis Braille, (de 1845 à ?) plus connu pour le Braille, système d'écriture tactile pour aveugles
- Alexis-Henri Fissot (de 1874 à 1896)

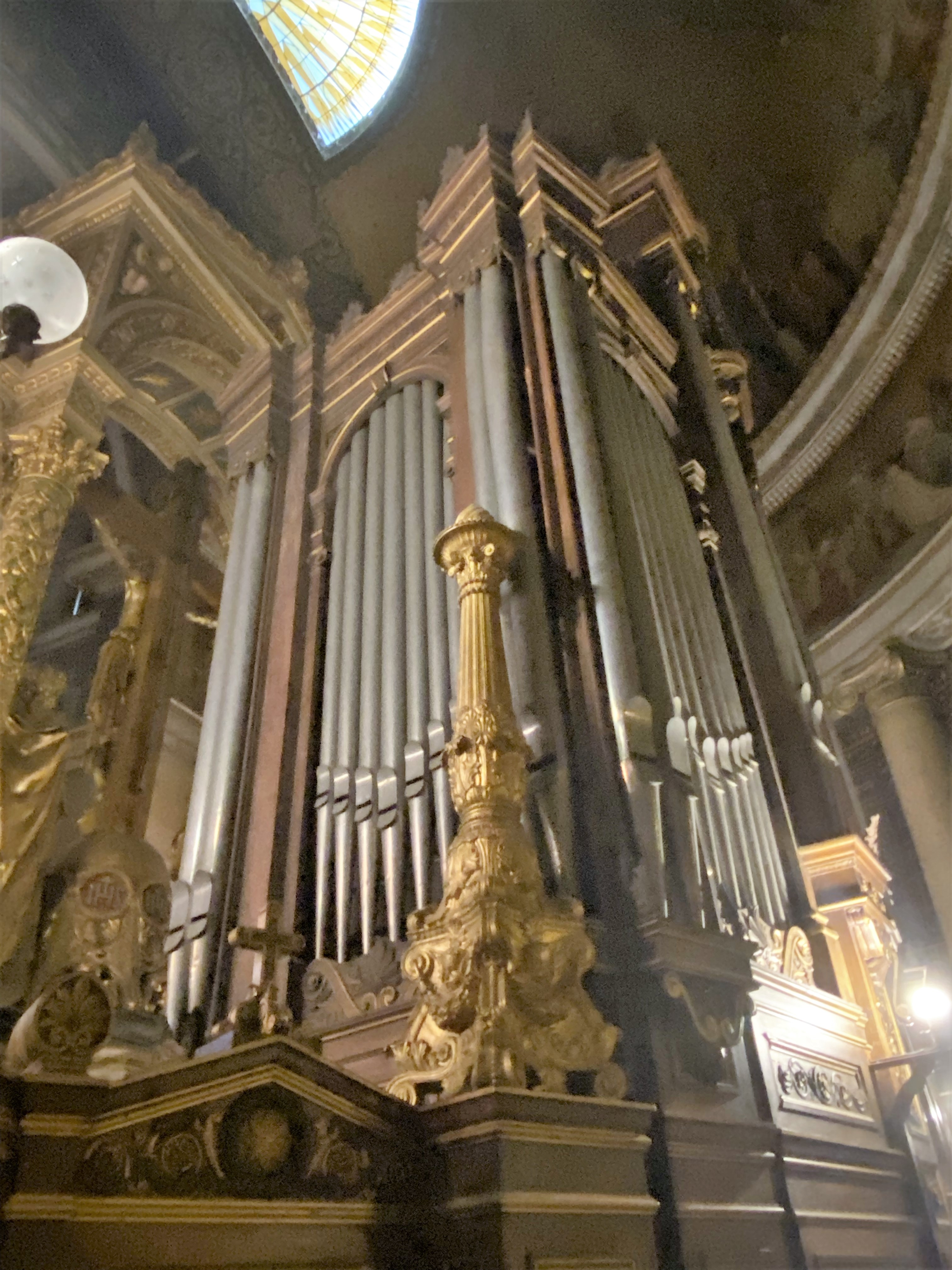
L'orgue de chœur.

- Léon Boëllmann
- Alexandre Georges (de 1899 à ?)
- Henri Nibelle (de 1909 à 1912)
- Jean Costa

### L'orgue de chœur
Installé par Cavaillé-Coll en 1858, l'instrument de 22 jeux comporte 2 claviers de 54 et 42 notes, et un pédalier de 30 notes. Les transmissions sont mécaniques.

#### Les titulaires
- M. CAMUS
- Véronique ENGRAND (de 1978 au 31 Décembre 2000)

## Iconographie
La médaille frappée pour la pose de la première pierre de l'église, due aux graveurs Alexis-Joseph Depaulis et Nicolas-Pierre Tiolier montre le projet de façade à clocher unique initialement retenu. Un exemplaire en est conservé au musée Carnavalet (ND 4279).

## Faits historiques
- C'est dans cette église que la cérémonie de mariage entre Boris Vian, futur auteur de L'écume des jours, et Michelle Léglise est célébrée le 5 juillet 1941[9].
- C'est également le lieu des obsèques de Louis Ernest Ypinx dit Delessart, comédien, le 6 février 1883[10].

## Au cinéma
Cette église apparaît plusieurs fois dans Zazie dans le métro (1960), film réalisé par Louis Malle. Les protagonistes passent plusieurs fois devant et la confondent alternativement avec le Panthéon, l'église de la Madeleine, la caserne de Reuilly et d'autres monuments parisiens.
On voit cette église dans le film Un drôle de paroissien, de Jean-Pierre Mocky (1963) où Bourvil et sa famille sont des pilleurs de troncs des églises parisiennes. Dans Hibernatus (1969) elle est le cadre d'une des dernières scènes du film, quand l’hiberné s'y marie. On la voit également dans Papy fait de la résistance de Jean-Marie Poiré (1983), quand Christian Clavier et Julien Guiomar y échangent leurs costumes.
Ce bâtiment sert de décor de palais de justice dans le film L'argent des autres (1978) et dans le téléfilm Marie Besnard, l'empoisonneuse (2006).
On la voit également pendant quelques secondes dans le film Rire et Châtiment (2003) réalisé par Isabelle Doval avec José Garcia dans le rôle principal. Plusieurs scènes du film sont tournées dans le square adjacent, et dans la rue Bossuet.

## Dans la littérature française
Différentes mentions du square de l'église Saint Vincent de Paul sont faites dans le roman Les Thibault de Roger Martin du Gard, romancier français et prix Nobel de littérature en 1937. Les personnages de Jenny et de Jacques s'y avouent leur amour, puisant sa source dans leur jeunesse respectivement tourmentées à leur façon, après des années de séparation (Les Thibault II, Folio).

## Galerie

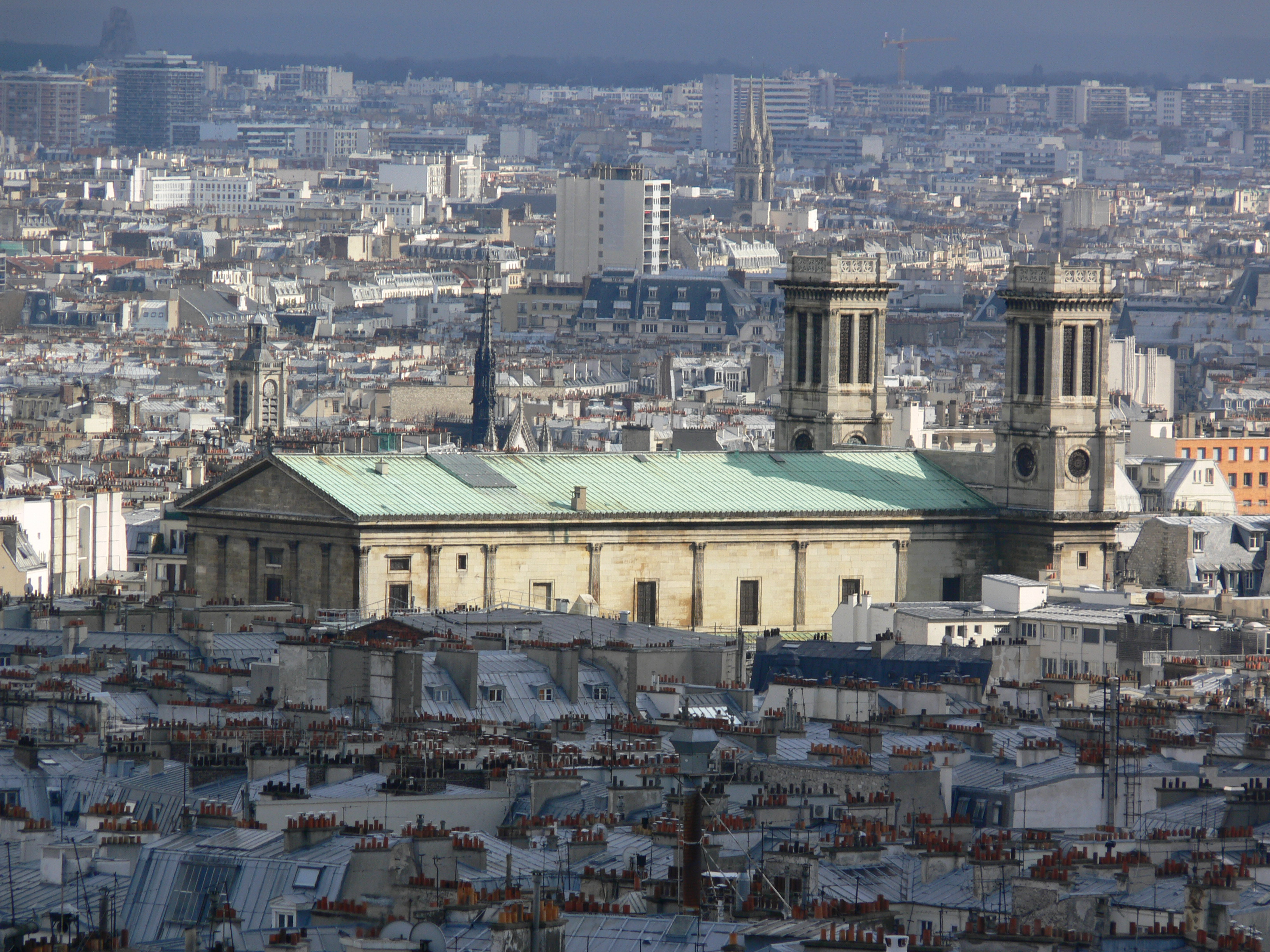
Vue de ¾ arrière depuis la butte Montmartre.
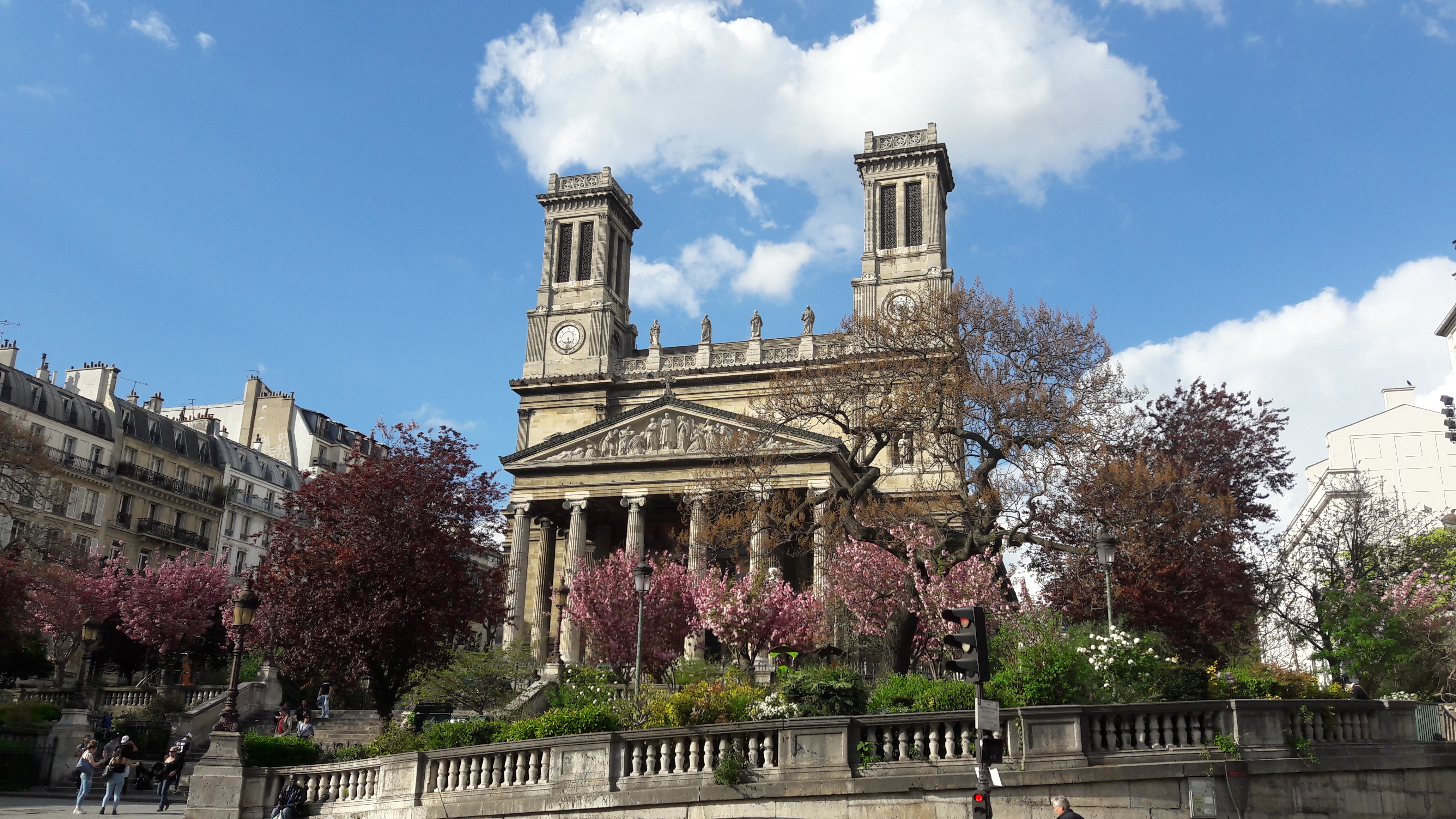
Vue de face pendant la floraison printanière.
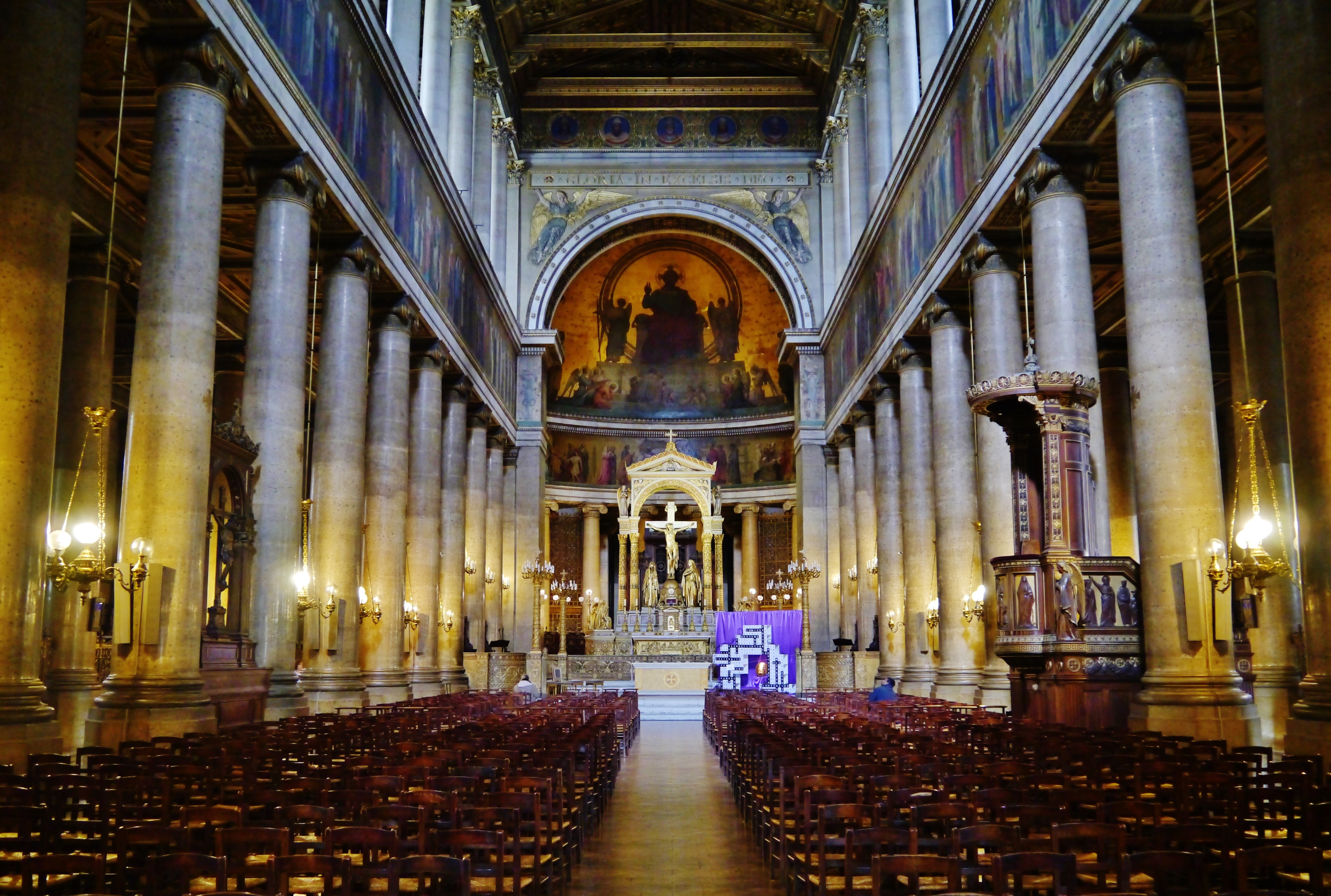
Vue générale de la nef.
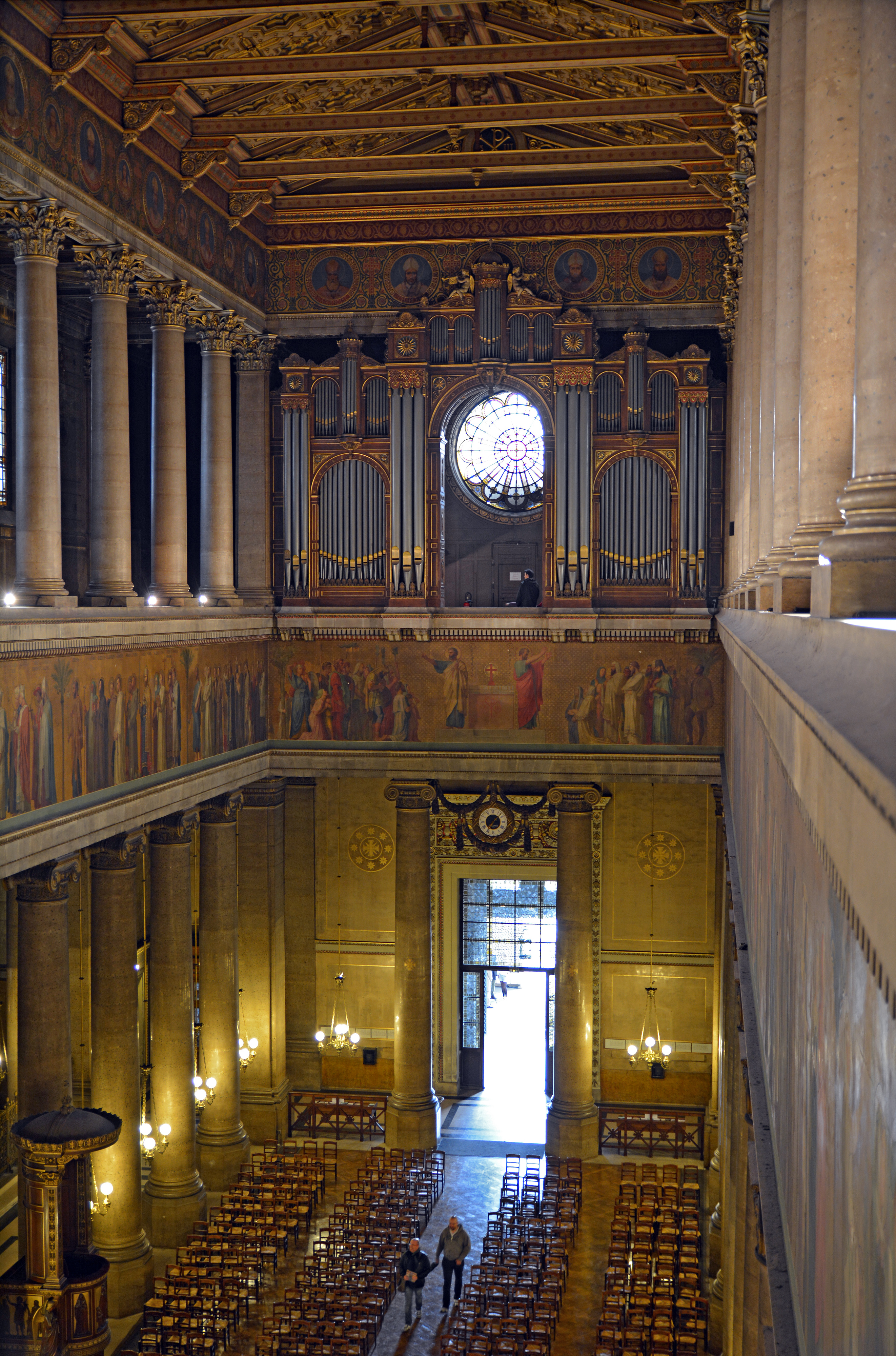
La nef et le grand-orgue.
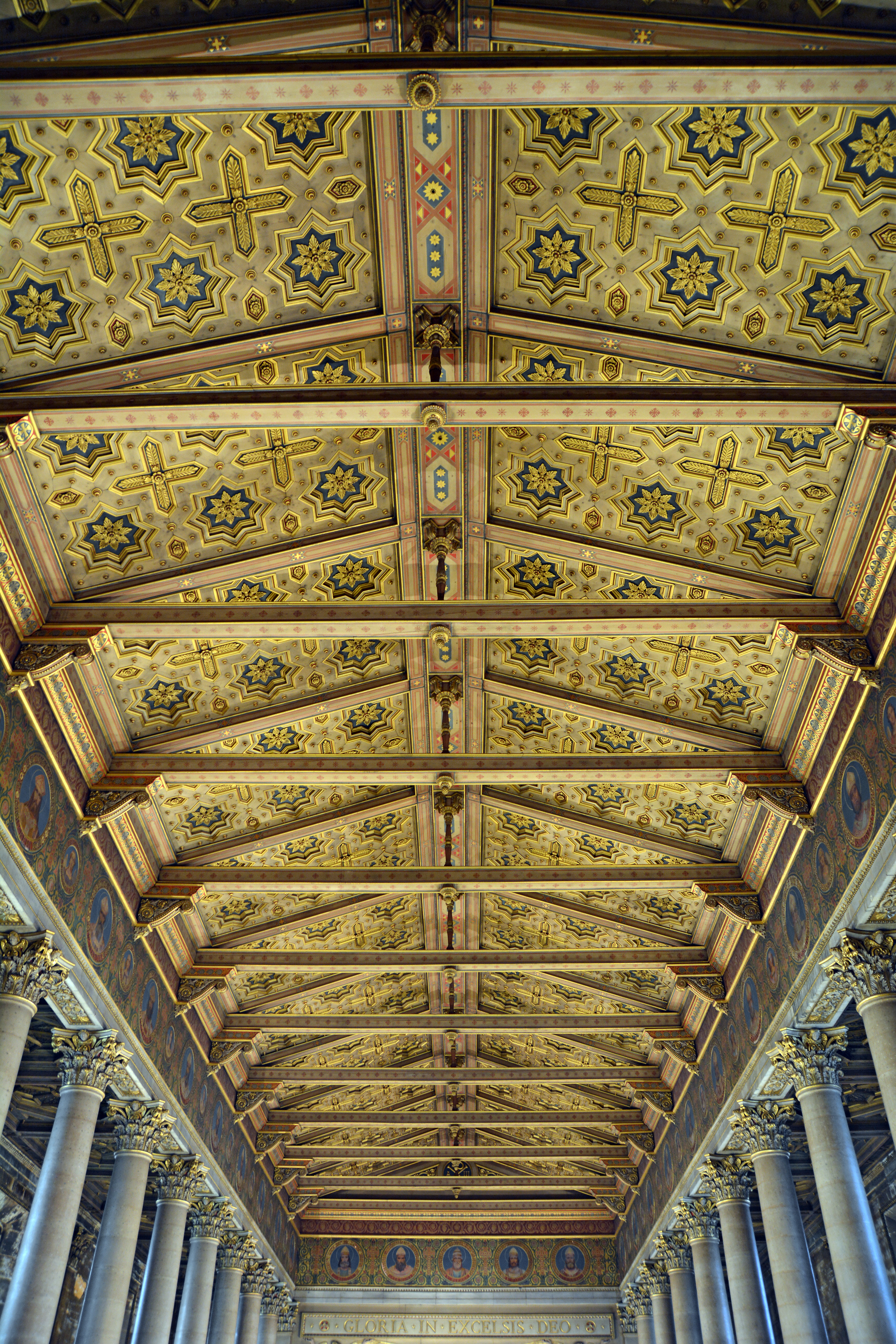
Plafond de la nef.
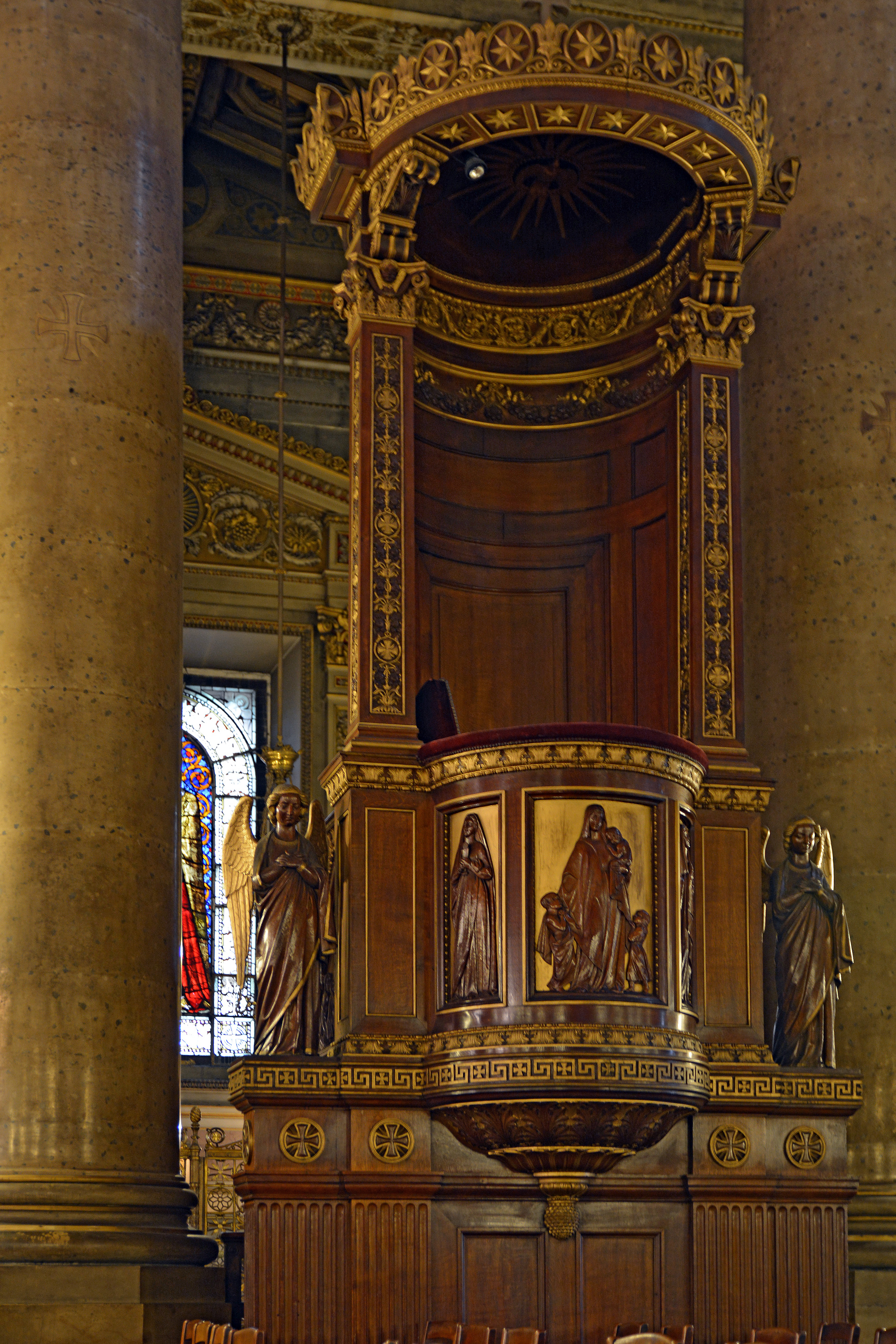
La chaire classée monument historique.
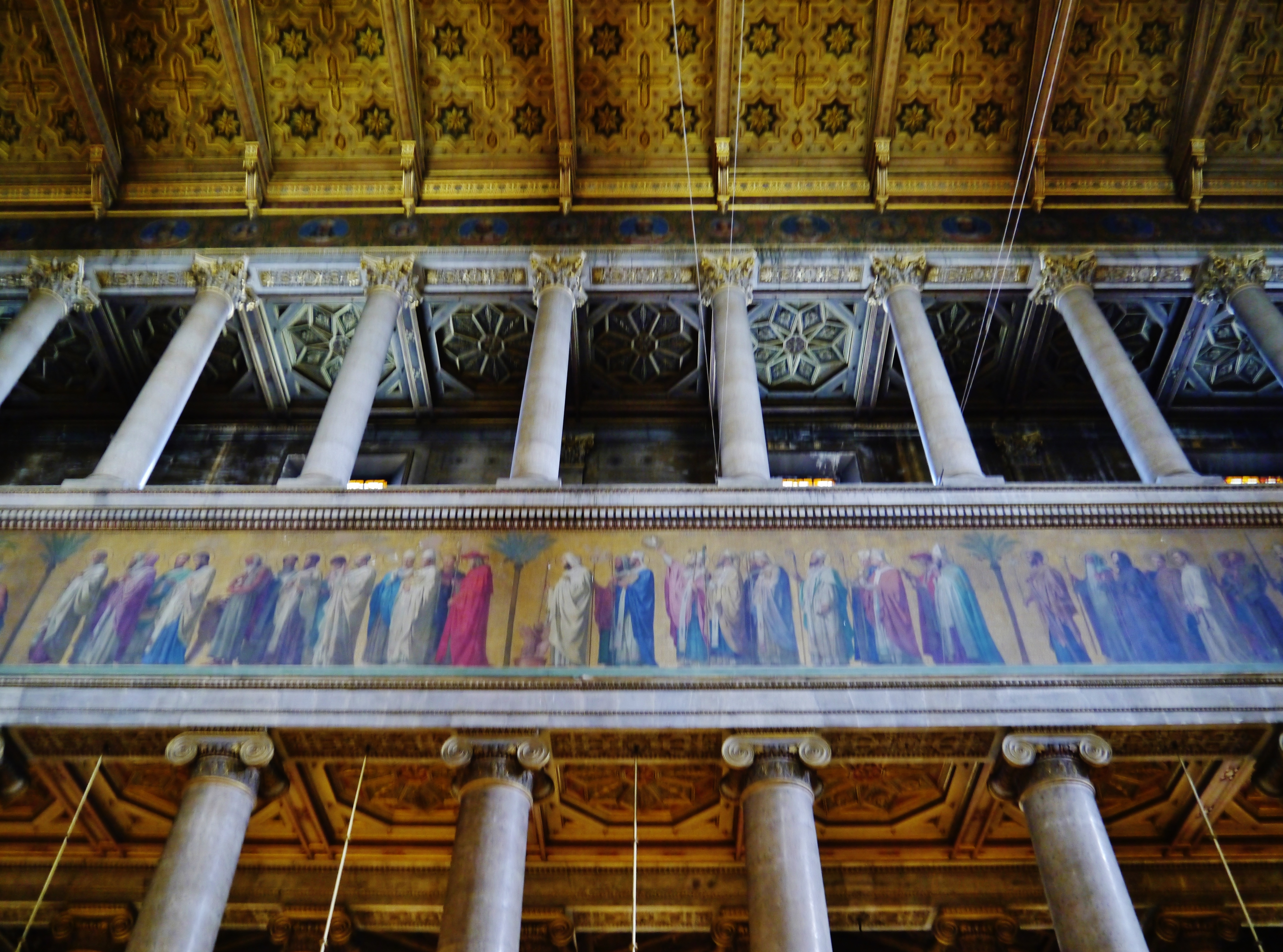
La frise peinte par Hippolyte Flandrin.
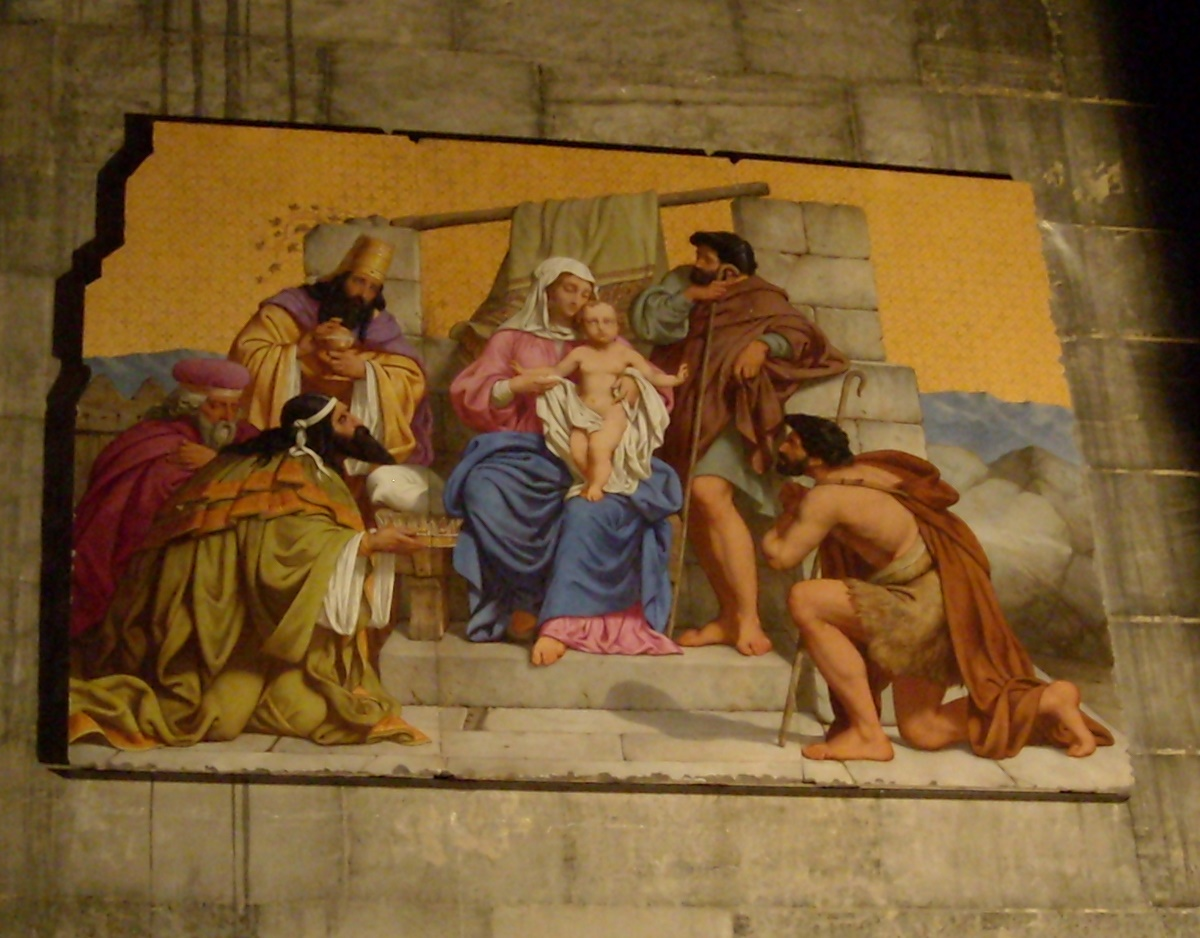
Plaque émaillée destinée à l'origine à la façade de l'église.
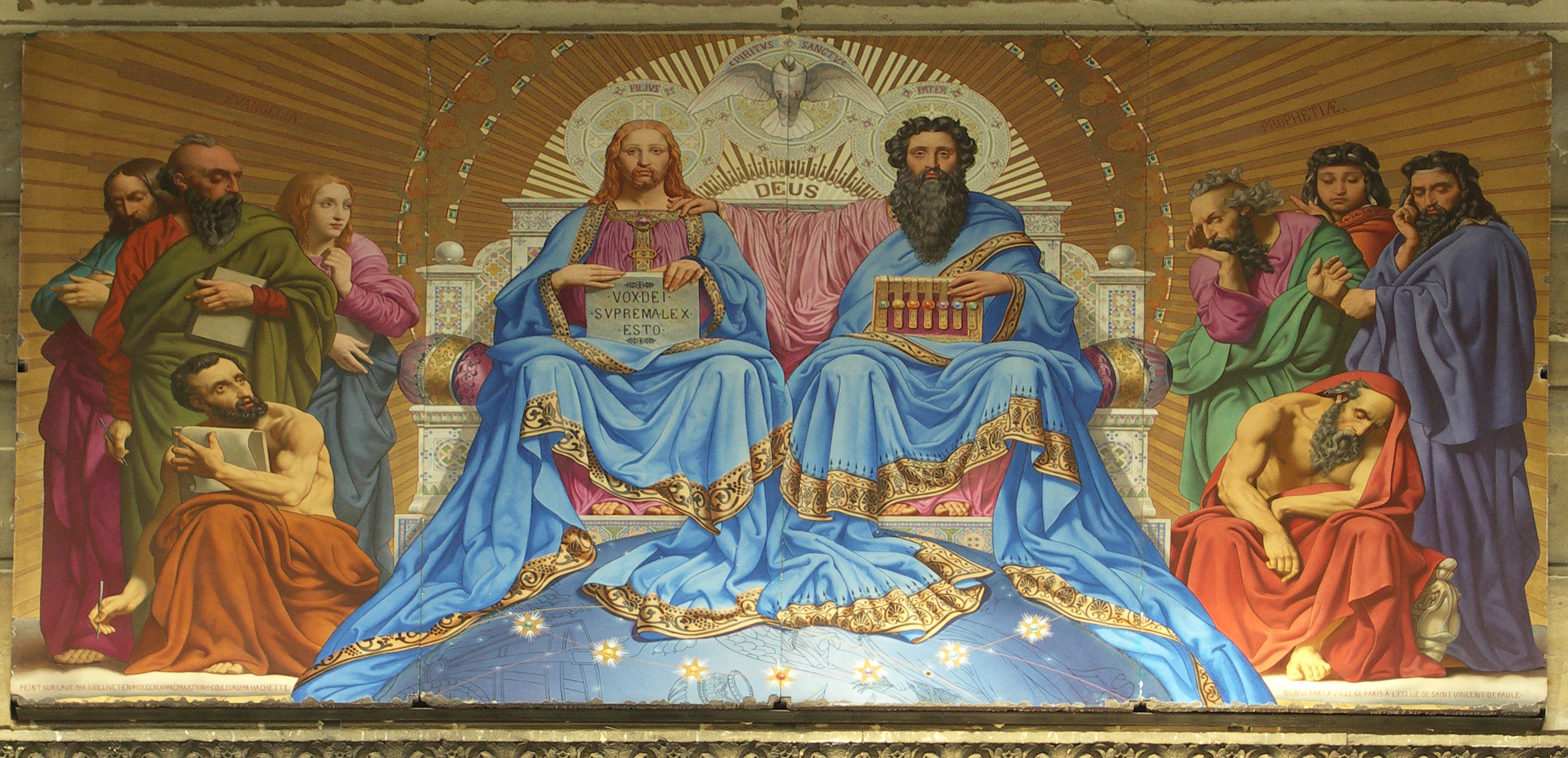
Plaque émaillée réinstallée au-dessus du portail en 2009.
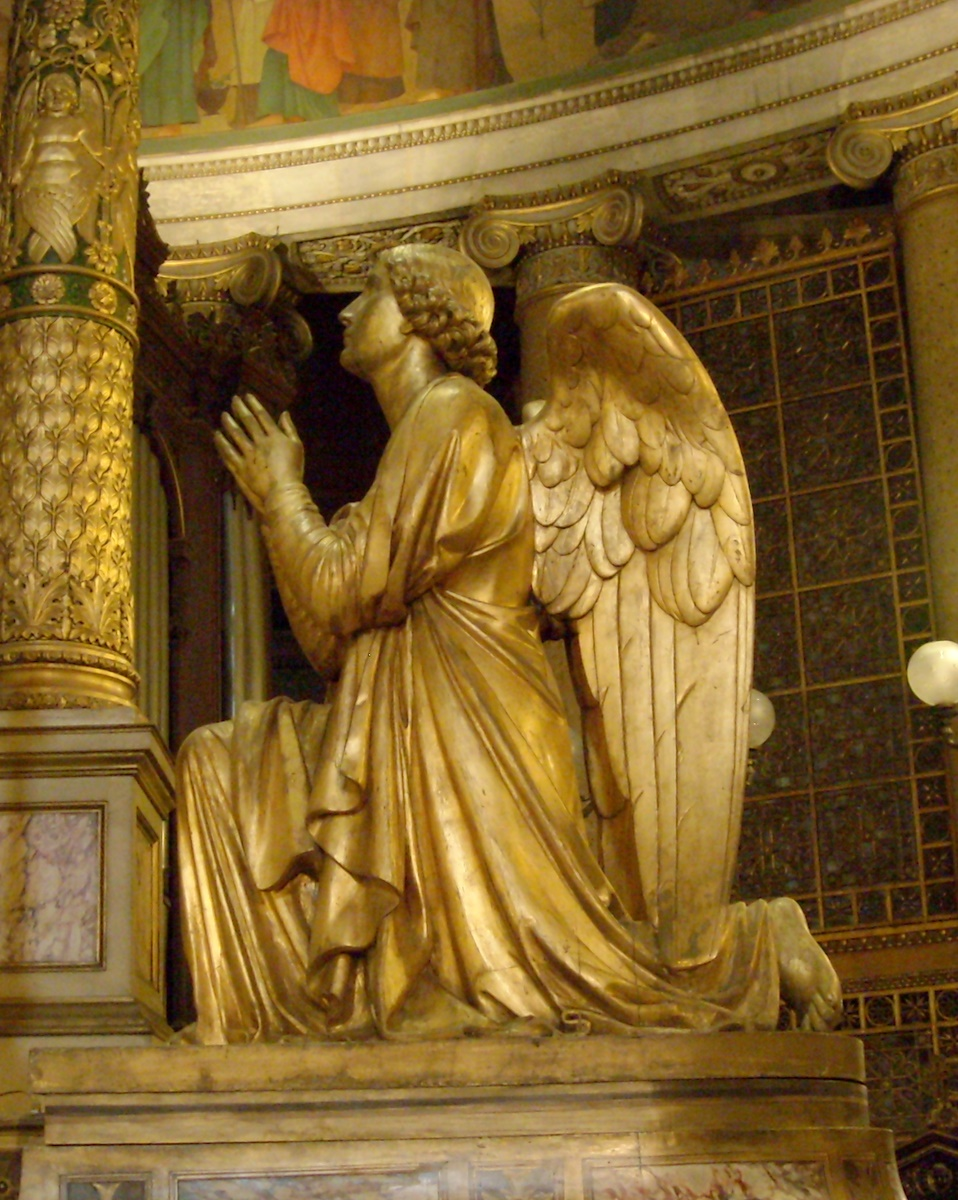
Un des anges du maître-autel.
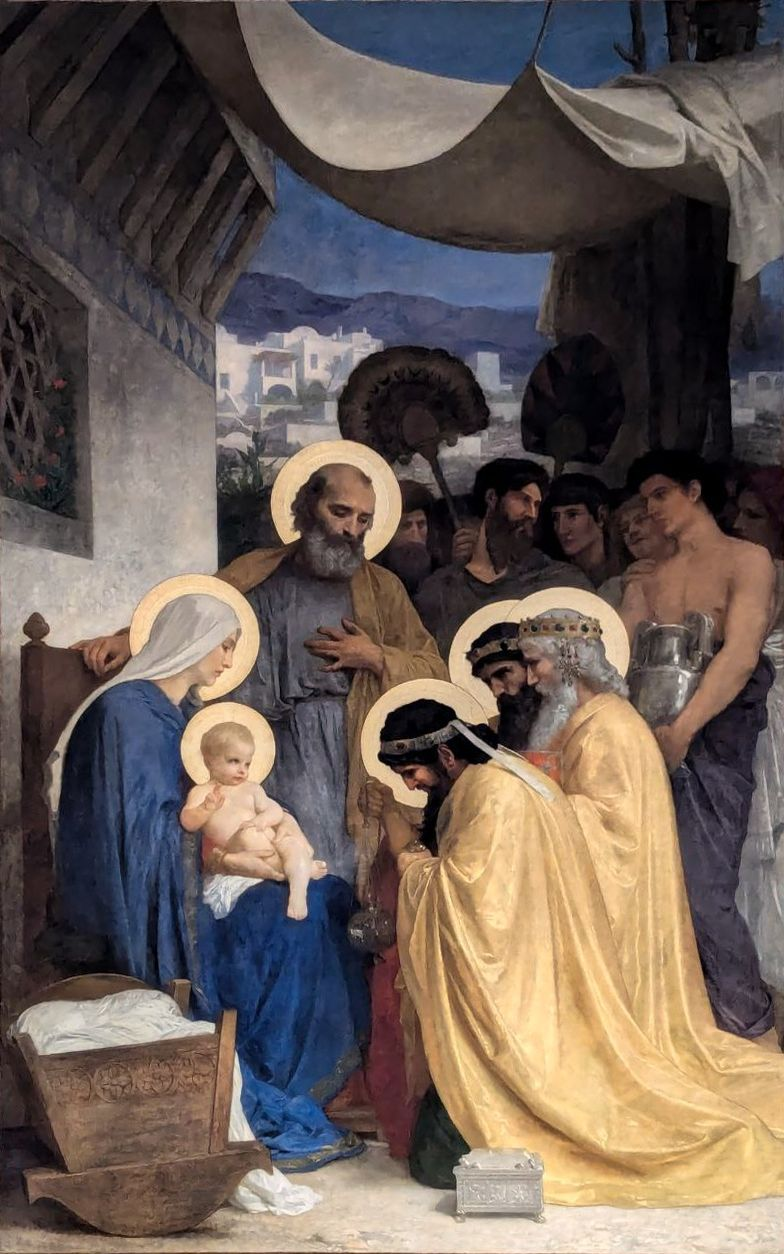
L'Adoration des mages de William-Adolphe Bouguereau (1884)
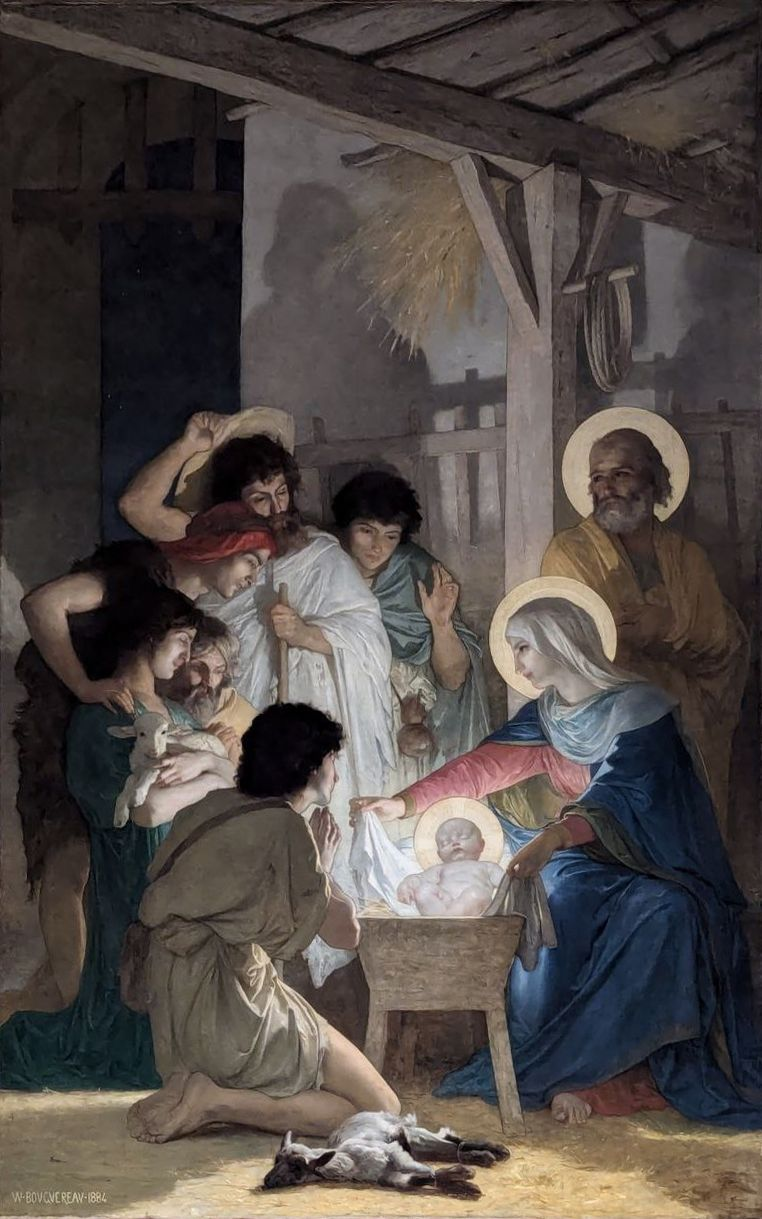
L'Adoration des bergers de William-Adolphe Bouguereau (1884)
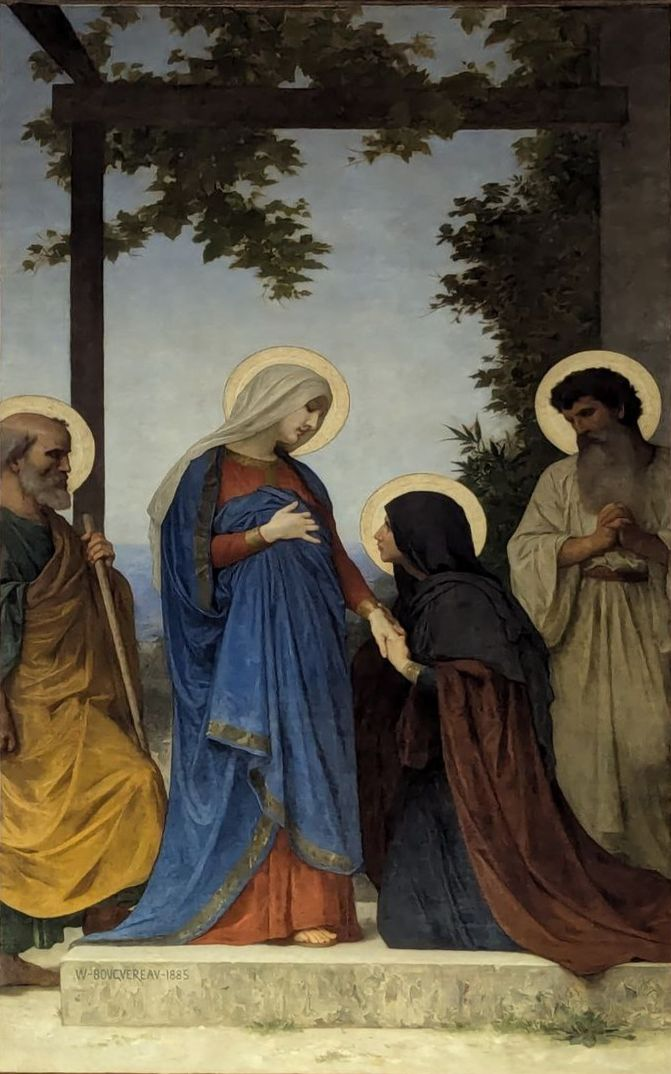
La Visitation de William-Adolphe Bouguereau (1885)
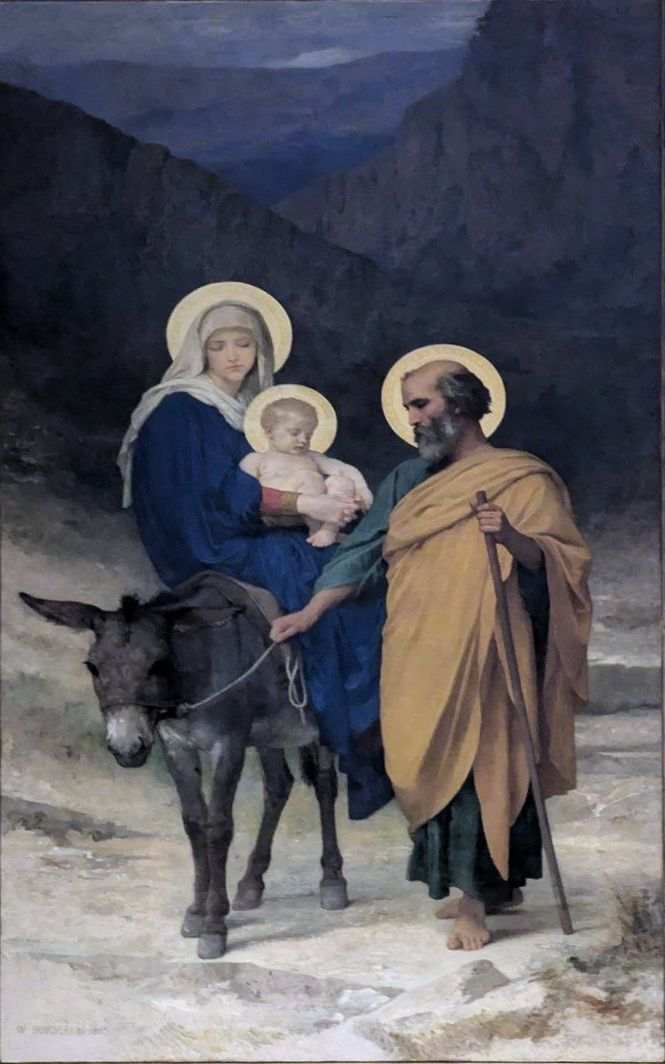
La Fuite en Egypte de William-Adolphe Bouguereau (1885)

### Articles liés
- Liste des monuments historiques du 10e arrondissement de Paris
- Quartier Saint-Vincent-de-Paul
- Liste des édifices religieux de Paris
- Archidiocèse de Paris